# София (кратер)
Софи́я (лат. Sophia) — кратер диаметра 17,6 км на поверхности Венеры. Кратер назван в честь греческого женского имени София. Название утверждено в 1994 году. Географические координаты: 28,6° ю. ш., 18,8° в. д.